# Кочвар Сергій Володимирович
Сергій Володимирович Кочвар (нар. 20 вересня 1968, м. Одеса, УРСР) — колишній радянський та український футболіст, захисник. Найбільш відомий за виступами у складі СК «Одеса» та донецького «Шахтаря».

## Біографія
Вихованець СДЮШОР «Чорноморець». Першим тренером був Савелій Семенов, що виховав не одного визначного майстра шкіряного м'яча. У 1985 році Кочвара почали залучати до матчів дублюючого складу «Чорноморця», а у 1987 році Сергій дебютував у складі основної команди, взявши участь у шести поєдинках чемпіонського сезону одеситів у першій лізі.
А далі його, як і багатьох футболістів того часу, чекала служба у Збройних Силах та виступи за СКА «Одеса». Щоправда у армійському клубі Кочвар дуже швидко став своїм, отримавши довіру партнерів у вигляді капітанської пов'язки, тож вирішив залишитися в одеському клубі й надалі, вже після закінчення строку служби. Залишив клуб Сергій лише в середині 1994 року, коли стало зрозуміло, шо СК «Одеса» міцно застрягла у надрах першої ліги чемпіонату України.
Транзитом через хмельницьке «Норд-АМ-Поділля» Кочвар опинився у тернопільській «Ниві», де дограв чемпіонат 1994/95, а вже з наступного сезону захищав кольори донецького «Шахтаря», разом з яким футболісту пощастило завоювати Кубок України та взяти участь у єврокубкових баталіях. Однак у серпні 1997 Сергій виявився непотрібним «Шахтарю» і його було віддану у оренду до криворізького «Кривбасу», у складі якого він провів лічені матчі.
Не задовольняючись іграми за «Шахтар-2», Кочвар вирішив перейти до табору СК «Миколаїв», що також виступав у вищій лізі. Проте миколаївцям не вдалося втриматися у вишці, а сам футболіст закінчення сезону провів у Болгарії, намагаючись закріпитися у клубі «Ботєв» (Враца). Зігравши за цей клуб лише один матч, Сергій повернувся до Миколаєва, де відіграв ще два сезони у першій лізі.
Професійну кар'єру Кочвар завершував закордоном — у молдавській команді «Хеппі Енд», яка щойно отримала право виступати у Національному дивізіоні Молдови вперше в своїй історії. Проте клуб з Кам'янки з тріском провалив сезон, вилетівши до нижчої ліги, а український легіонер повернувся на Батьківщину, де певний час грав за аматорський футбольний клуб «Сонячна долина».

## Досягнення
- Чемпіон першої ліги чемпіонату СРСР (1987)
- Бронзовий призер другої ліги чемпіонату СРСР (1988)
- Срібний призер чемпіонату України (1996/97)
- Володар Кубка України (1996/97)

## Цікаві факти
- За словами Михайла Старостяка саме Сергій Кочвар дав йому прізвисько «Сокира» за жорстку гру[3].
- Сергій Кочвар дружить сім'ями з відомим українським голкіпером Ігорем Шуховцевим. Більш того, вони є кумами[4].